# 100084 Gußmann
100084 Gußmann è un asteroide della fascia principale. Scoperto nel 1992, presenta un'orbita caratterizzata da un semiasse maggiore pari a 2,324627 UA e da un'eccentricità di 0,258939, inclinata di 10,208788° rispetto all'eclittica. Ha un diametro di 3,363 km.